# Донж
Донж (фр. Donges) је насељено место у Француској у региону Лоара, у департману Атлантска Лоара.
По подацима из 2011. године у општини је живело 6879 становника, а густина насељености је износила 114,84 становника/km².

## Демографија
| 1962. | 1968. | 1975. | 1982. | 1990. | 2011. |
| ----- | ----- | ----- | ----- | ----- | ----- |
| 6.263 | 6.458 | 6.280 | 6.726 | 6.377 | 6.879 |